# Albert Veiel
Albert Friedrich Veiel (Ludwigsburg, 8 giugno 1806 – 2 agosto 1874) è stato un dermatologo tedesco.

## Biografia
Studiò all'Università di Tubinga e Parigi e nel 1829 ottenne il dottorato in medicina. Nel 1837 a Cannstatt, fondò la prima clinica dermatologica in Germania. La clinica era chiamata Heilanstalt für Flechtenkranke, e con l'ortopedico Jakob Heine (1800-1879) e altri, Veel fu un'importante risorsa nel rendere Cannstatt un importante centro per le cure mediche. La clinica ha attratto numerose celebrità e membri dell'aristocrazia europea.

## Opere principali
- Grundzüge der Behandlung der Flechten in der Heilanstalt in Cannstatt (1843); Stuttgart.
- Die Mineralquellen in Cannstatt, (1852); Stuttgart.
- Mittheilungen über die Behandlung der chronischen Hautkrankheiten in der Heilanstalt für Flechtenkranke in Cannstatt, (1862); Stuttgart.
- Der Kurort Cannstatt und seine Mineralquellen, (1867).[1]